# Crassula montana
Crassula montana är en fetbladsväxtart. Crassula montana ingår i släktet krassulor, och familjen fetbladsväxter.

## Underarter
Arten delas in i följande underarter:
- C. m. montana
- C. m. quadrangularis

## Bildgalleri

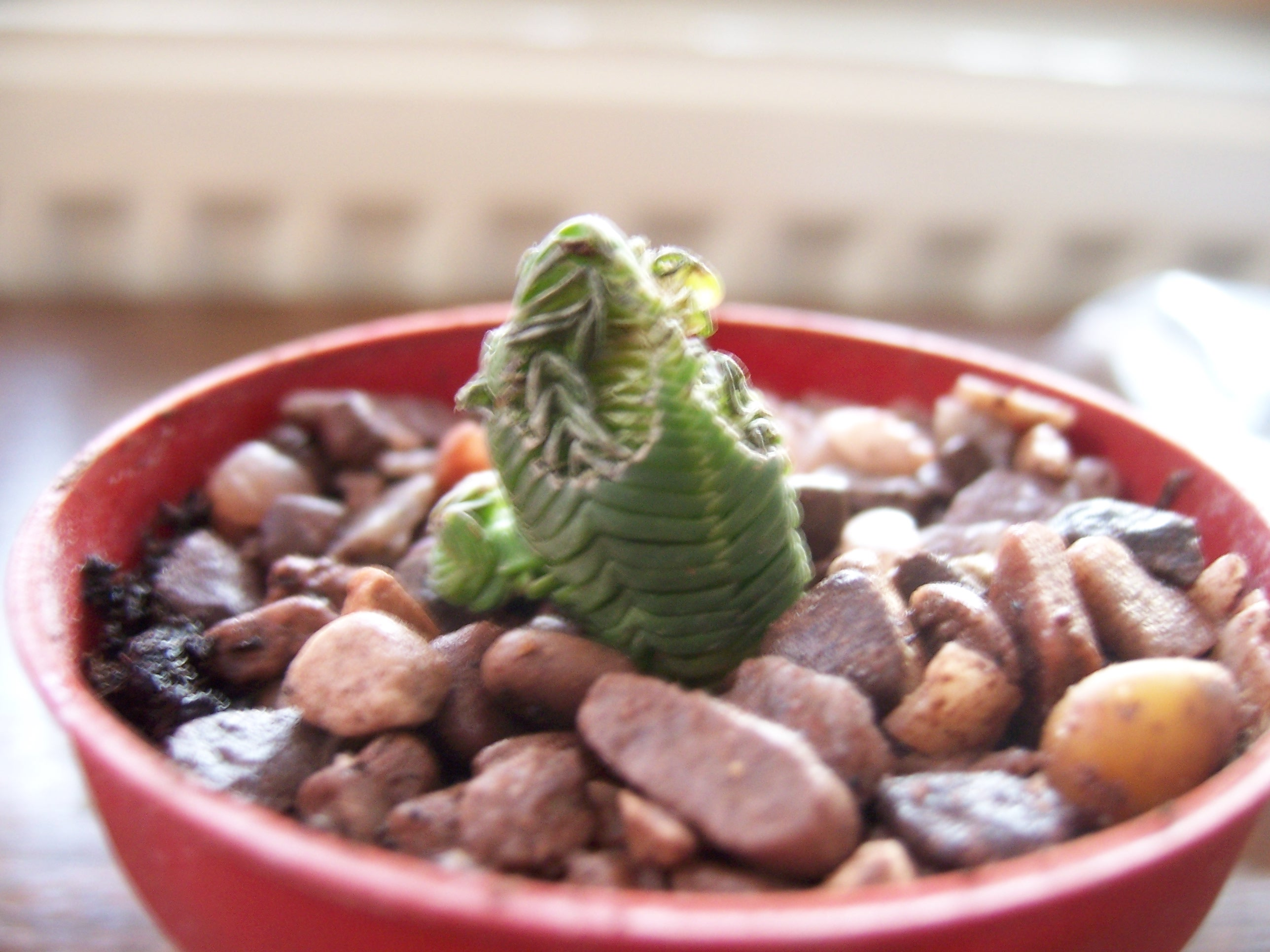